# MT1B
MT1B‏ (Metallothionein 1B) هوَ بروتين يُشَفر بواسطة جين MT1B في الإنسان.